# Janusz Kania
Janusz Kania (ur. 1 stycznia 1946 w Lublinie, zm. 5 kwietnia 2023) – polski ksiądz katolicki, historyk i archiwista, nauczyciel akademicki, związany z Katolickim Uniwersytetem Lubelskim.

## Życiorys
Święcenia kapłańskie przyjął 17 czerwca 1969. Od 1976 był wikariuszem Cywilno-Wojskowej Parafii Niepokalanego Poczęcia NMP w Lublinie. Absolwent Katolickiego Uniwersytetu Lubelskiego. Doktorat w 1990 tamże (Alumni Unickiego Seminarium diecezjalnego w Chełmie w latach 1759–1833. Studium historyczno-źródłoznawcze; promotor: Zygmunt Zieliński). Od 1980 był sekretarzem naukowym i pracownikiem Ośrodka Archiwów, Bibliotek i Muzeów Kościelnych. Był też zatrudniony na KUL Katedrze Historii Najnowszej w Sekcji Historii Katolickiego Uniwersytetu Lubelskiego Jana Pawła II. Jego zainteresowania badawcze dotyczącą: ustrojowych uwarunkowań polityki narodowościowej i wyznaniowej II Rzeczypospolitej, kwestii polskiej w okresie zaborów oraz Polski w polityce Niemiec hitlerowskich i Rosji bolszewickiej. Członek Towarzystwa Naukowego Katolickiego Uniwersytetu Lubelskiego Jana Pawła II.

## Wybrane publikacje
- Likwidacja cerkwi na Lubelszczyźnie w okresie międzywojennym, – Chrześcijanin w Świecie, „Zeszyty OdiSS”, 1982, t. 108, s. 50–89.
- Katalog mikrofilmów Ośrodka ABMK KUL. Nr 5: Losy, struktura i katalog zasobu Archiwum Archidiecezji Lwowskiej Obrządku Łacińskiego w Lubaczowie, „Archiwa, Biblioteki i Muzea Kościelne”, 51 (1985), s. 5–116.
- Sanktuarium Matki Bożej Kębelskiej w Wąwolnicy, Lublin: Wydawnicywo Kurii Biskupiej 1986.
- Unickie Seminarium Diecezjalne w Chełmie w latach 1759–1833, Lublin: Redakcja Wydawnictw KUL 1993.
- Ośrodek Archiwów, Bibliotek i Muzeów Kościelnych, [w:] Księga pamiątkowa w 75-lecie Katolickiego Uniwersytetu Lubelskiego. Wkład w kulturę polską w latach 1968–1993, red. Marian Rusecki, Lublin: Redakcja Wydawnictw KUL, 1994, s. 616–620.